# Allsvenskan i handboll för damer 2011/2012
Allsvenskan i handboll för damer 2011/2012 är den andra upplagan av Sveriges näst högsta rikstäckande division i handboll för damer. Serien innehåller 12 lag som spelar mot varandra två gånger (en gång hemma och en gång borta) vilket ger totalt 22 omgångar.
Säsongen inleddes onsdagen den 21 september 2011 och avslutas söndagen den 18 mars 2012.
Nya lag för säsongen var Kärra HF och Tyresö HF från Elitserien samt Boden IF, Gustavsbergs IF, OV Helsingborg och Skara HF från Allsvenskt kval. Kärra HF vann serien och återvänder till elitserien.

## Deltagande lag
Från Elitserien 2010/2011 (2 lag)
- Kärra HF
- Tyresö HF

Från Elitserie-kval (2 lag)
- IF Hellton (4:a i Allsvenskan 2010/2011)
- Caperiotumba (5:a i Allsvenskan 2010/2011)

Från Allsvenskan 2010/2011 (4 lag)
- Eskilstuna Guif
- Nacka HK
- Rimbo HK
- Önnereds HK

Från Allsvenskt-kval (4 lag)
- Boden IF
- Gustavsbergs IF
- OV Helsingborg
- Skara HF

## Tabell
Not: Lag 1 till Elitserien 2012/2013, lag 2-4 till Elitseriekval, lag 9-10 till Allsvenskt kval, lag 11-12 åker ned till Division 1 2012/2013.
Pos = Position, SM = Spelade matcher, V = Vinster, O = Oavgjorda, F = Förluster, GM = Gjorda mål, IM = Insläppta mål, MSK = Målskillnad, Pts = Poäng
Senast uppdaterad 6 mars 2012

## Matchöversikt
Hemmalaget är listat i den vänstra spalten
Senast uppdaterad 6 mars 2012
| Allsvenskan 2011/2012 | BIF     | Cap.    | E.Guif  | GIF     | IFH     | OVH     | KHF     | NHK     | RHK     | SHF     | THF     | ÖHK     |
| --------------------- | ------- | ------- | ------- | ------- | ------- | ------- | ------- | ------- | ------- | ------- | ------- | ------- |
| Boden IF              | X       | 20 – 25 | 15 – 18 | 24 – 25 | xx-xx   | 27 – 27 | 28 – 31 | 21 – 25 | 32 – 24 | 28 – 28 | 20 – 24 | 28 – 24 |
| Caperiotumba          | 23 – 16 | X       | 24 – 19 | 30 – 24 | 23 – 13 | 29 – 22 | 25 – 33 | 27 – 23 | xx-xx   | 29 – 18 | 24 – 26 | 32 – 27 |
| Eskilstuna Guif       | 20 – 15 | 19 – 27 | X       | 17 – 13 | 23 – 21 | 14 – 19 | 18 – 24 | 20 – 18 | 24 – 22 | 26 – 18 | 25 – 18 | xx-xx   |
| Gustavsbergs IF       | 18 – 18 | 17 – 19 | 19 – 22 | X       | 17 – 18 | 15 – 25 | 21 – 25 | 20 – 20 | 31 – 26 | xx-xx   | 18 – 28 | 15 – 22 |
| IF Hellton            | 25 – 21 | 21 – 21 | 31 – 25 | 25 – 25 | X       | 24 – 22 | xx-xx   | 29 – 24 | 31 – 25 | 30 – 24 | 20 – 21 | 19 – 32 |
| OV Helsingborg        | 27 – 25 | xx-xx   | 15 – 17 | 25 – 17 | 21 – 21 | X       | 18 – 33 | 26 – 25 | 32 – 31 | 27 – 21 | 30 – 16 | 22 – 23 |
| Kärra HF              | 37 – 28 | 29 – 26 | xx-xx   | 38 – 18 | 34 – 30 | 34 – 21 | X       | 32 – 20 | 34 – 24 | 28 – 20 | 35 – 21 | 39 – 21 |
| Nacka HK              | 21 – 23 | 21 – 22 | 19 – 20 | 22 – 26 | 15 – 26 | 29 – 28 | 31 – 33 | X       | 31 – 37 | 26 – 22 | xx-xx   | 21 – 33 |
| Rimbo HK              | xx-xx   | 33 – 30 | 26 – 22 | 24 – 22 | 20 – 25 | 34 – 30 | 24 – 44 | 24 – 31 | X       | 24 – 26 | 23 – 30 | 29 – 33 |
| Skara HF              | 24 – 22 | 16 – 31 | 20 – 26 | 27 – 24 | 26 – 23 | 25 – 29 | 16 – 39 | xx-xx   | 31 – 29 | X       | 25 – 25 | 19 – 24 |
| Tyresö HF             | 31 – 27 | 28 – 21 | 22 – 23 | xx-xx   | 29 – 28 | xx-xx   | 27 – 28 | 21 – 31 | 31 – 22 | 26 – 24 | X       | 24 – 38 |
| Önnereds HK           | 29 – 21 | 24 – 28 | 23 – 19 | xx-xx   | 32 – 26 | 31 – 23 | 27 – 27 | 24 – 18 | 34 – 28 | 34 – 22 | 31 – 21 | X       |